# Алиса (княгиня Антиохии)
Алиса Антиохийская (также Галис или Аделисия) (ок. 1110 — до 1161) — жена Боэмунда II, князя Антиохии. Родителями Алисы были Балдуин II Иерусалимский и Морфия Мелитенская.

## Княгиня Антиохии
После смерти правителя Антиохии Боэмунда I, иерусалимский король Балдуин II стал регентом при его юном сыне. В 1126 году достигший совершеннолетия Боэмунд II Гвискар (1108—1130) прибыл в Иерусалим, чтобы получить права на правление княжеством, вместе с которыми ему была отдана рука второй дочери короля — Алисы. Их супружеская жизнь была очень недолгой: в 1131 году Боэмунд пал в битве с Данишмедами, оставив после себя одну лишь дочь. Его тесть, Балдуин II поспешил в Антиохию, чтобы вновь принять бразды правления, но у Алисы на этот счёт было другое мнение. Желая удержать власть, она решила вступить в альянс с Занги, атабеком Алеппо, соглашаясь даже на брак своей дочери с мусульманским принцем. Однако, вестник княгини был захвачен Балдуином II, и после пыток казнён. Возмущенная Алиса отказалась открывать ворота Антиохии, и только благодаря поддержке местной знати, представители короля — Фульк Анжуйский и Жослен Эдесский — смогли проникнуть в город. Княгиня, сперва бежавшая в цитадель, в конце концов сдалась на милость Балдуина II. Отец и дочь примирились, но Алиса была вынуждена покинуть столицу. За ней остались Латакия (Лаодикея) и Джабала, когда-то полученные ею в качестве приданого к свадьбе. Удовлетворенный Балдуин II покинул Антиохию, оставив регентом Жослена.

## Попытки реставрации
Спустя недолгое время, король Иерусалима скончался, передав все права старшей из дочерей, Мелисенде, и её супругу Фульку. Жослен Эдесский также не дожил до конца 1131 года. Алиса вновь попыталась взять под контроль Антиохию, и опять на её пути встали дворяне, не желавшие признавать её единовластной правительницей. Правда, спешно вызванный ими на помощь король Фульк натолкнулся на неожиданное препятствие: ни Понс (граф Триполи), ни Жослен (сын Жослена I) не соглашались пропустить его через свои земли. Возможно, правители северных крестоносных государств опасались увеличения влияния Иерусалимского королевства, но возникли также подозрения, что Алиса попросту подкупила их. Вынужденный продолжать своё путешествие по морю, Фульк едва не был остановлен Понсом и Жосленом II возле Рагии, но между противниками быстро установился мир, и король Иерусалима вернул регентство Антиохии.
Около 1135 года Алиса начала переговоры с византийским императором Иоанном II Комнином, предполагая отдать свою дочь за младшего из царевичей, будущего Мануила I, но возможный альянс с «греками» был малопривлекателен для антиохийцев. Некоторые из них тайно предложили 37-ми летнему Раймунду де Пуатье взять в жены 9-летнюю дочь Боэмунда II. Началась подготовка к свадьбе, и даже патриарх, Ральф Домфор, убеждал Алису в том, что Раймунд собирается жениться на ней самой.
Хотя факт женитьбы Раймонда на несовершеннолетней девочке заслужил порицания церкви и общества, брак был признан действительным. Оскорбленная Алиса навсегда покинула Антиохию и провела остаток жизни в Латакии. Дата её смерти неизвестна, но ко времени кончины Мелисенды (1161) её, очевидно, уже не было в живых.

## Семья
От Боэмунда II (1108 — 5 февраля 1131) у Алисы была единственная дочь -
Констанция Гвискар (1127—1163)